# La Lutte éternelle
 (avril 2018).
Si vous disposez d'ouvrages ou d'articles de référence ou si vous connaissez des sites web de qualité traitant du thème abordé ici, merci de compléter l'article en donnant les références utiles à sa vérifiabilité et en les liant à la section « Notes et références ».
Pour plus de détails, voir Fiche technique et Distribution.
La Lutte éternelle est un court métrage documentaire français réalisé par Victor Vicas, sorti en 1948.

## Synopsis
Ce documentaire présente la nature des épidémies dans le monde entier, explique les foyers endémiques dans les pays autres que celui dans lequel l'épidémie se produit et montre le traité signé pour la collaboration internationale d'instaurer la quarantaine.

## Fiche technique
- Titre : La Lutte éternelle
- Société de production : Le Monde en Images
- Producteur : Madeleine Carroll et Henri Lavorel
- Réalisateur : Victor Vicas
- Musique : Claude Arrieu
- Durée : 22 minutes